# 포도당 검사
여러 유형의 포도당 검사(glucose test)가 존재하며, 특정 시점의 혈당 수치를 추정하거나, 장기간에 걸쳐 평균 수치를 얻거나, 신체가 변화된 포도당 수치를 얼마나 빨리 정상화할 수 있는지 확인하는 데 사용될 수 있다. 예를 들어 음식을 섭취하면 혈당 수치가 상승한다. 건강한 사람의 경우, 혈중 인슐린 수치 증가에 의해 주로 매개되는 세포 포도당 흡수 증가를 통해 이러한 수치는 빠르게 정상으로 돌아온다.
포도당 검사는 일시적/장기적 고혈당증 또는 저혈당증을 밝혀낼 수 있다. 이러한 조건은 명백한 증상이 없을 수 있으며 장기적으로 장기를 손상시킬 수 있다. 비정상적으로 높거나 낮은 수치, 이러한 조건 중 어느 하나에서 정상 수치로 느리게 돌아오는 것, 그리고/또는 혈당 수치를 정상화할 수 없는 것은 검사를 받는 사람이 인슐린에 대한 세포의 민감성 부족으로 인해 발생하는 제2형 당뇨병과 같은 일종의 의학적 상태를 가지고 있을 가능성이 있음을 의미한다. 따라서 포도당 검사는 이러한 상태를 진단하는 데 자주 사용된다.

## 검사 방법
가정에서 수행할 수 있는 검사는 이미 의학적으로 진단된 질병의 혈당 모니터링에 사용되어 약물 및 식사 시간 조절을 통해 이러한 질병을 관리할 수 있도록 한다. 일부 가정 검사 방법에는 다음이 포함된다.
- 손가락 채혈 방식의 혈당 측정기 - 하루 8-12번 손가락을 찔러야 한다.
- 연속혈당측정기 - CGM은 약 5분마다 포도당 수치를 모니터링한다.

실험실 검사는 질병을 진단하는 데 자주 사용되며 이러한 방법에는 다음이 포함된다.
- 공복 혈당(FBS), 공복 혈장 포도당(FPG): 식사 후 10–16시간[1]
- 포도당 내성 검사:[2] 연속 검사
- 식후 혈당 검사(PC): 식사 후 2시간[1]
- 무작위 혈당 검사

일부 실험실 검사는 체액이나 조직에서 포도당 수치를 직접 측정하지는 않지만 여전히 혈당 수치 상승을 나타낸다. 이러한 검사는 혈액에서 당화 헤모글로빈, 다른 당화된 단백질, 1,5-안하이드로글루시톨 등의 수치를 측정한다.

## 의학적 진단에서의 활용
포도당 검사는 특정 의학적 상태를 진단하거나 나타내는 데 사용될 수 있다.
고혈당증은 다음을 나타낼 수 있다.
- 임신당뇨병. 이 일시적인 형태의 당뇨병은 임신 중에 나타나며, 포도당 조절 약물 또는 인슐린으로 증상을 개선할 수 있다.[3]
- 제1형 당뇨병 및 제2형 당뇨병 또는 당뇨병 전단계. 당뇨병으로 진단되면 정기적인 포도당 검사는 상태를 관리하거나 유지하는 데 도움이 될 수 있다. 제1형은 신체가 인슐린을 충분히 생산하지 못하는 어린이 또는 청소년에게서 흔히 볼 수 있다. 제2형 당뇨병은 일반적으로 과체중인 성인에게서 볼 수 있다. 그들의 신체의 인슐린은 정상적으로 작동하지 않거나 충분히 생산되지 않는다.

저혈당증은 다음을 나타낼 수 있다.
- 인슐린 과다 사용
- 굶주림
- 갑상샘 기능 저하증
- 애디슨병
- 인슐린종
- 신장병

## 검사 준비
일부 검사 유형에서는 포도당 검사 전에 단식이 필요할 수 있다. 예를 들어, 공복 혈당 검사는 검사 전에 10-16시간 동안 음식을 섭취하지 않는 기간이 필요하다.
혈당 수치는 일부 약물에 의해 영향을 받을 수 있으며 일부 포도당 검사 전에는 이러한 약물을 일시적으로 중단하거나 복용량을 줄여야 한다. 이러한 약물에는 살리실산염(아스피린), 피임약, 코르티코스테로이드, 삼환계 항우울제, 리튬, 이뇨제 및 페니토인이 포함될 수 있다.틀:Medical citation needed
일부 음식에는 카페인이 포함되어 있다(커피, 차, 콜라, 에너지 음료 등). 건강한 사람의 혈당 수치는 일반적으로 카페인에 의해 크게 변하지 않지만, 당뇨병 환자의 경우 카페인 섭취가 아드레날린 신경계를 자극하는 능력 때문에 이러한 수치를 높일 수 있다.

## 참고 범위

### 공복 혈당
식사 없이 10-16시간 후 혈당 수치가 5.6 mmol/L (100 mg/dL) 미만이면 정상이다. 5.6–6 mmol/L (100–109 mg/dL)는 당뇨병 전단계를 나타낼 수 있으며 고위험군(노인, 고혈압 환자 등)에게는 경구 포도당 내성 검사(OGTT)를 제안해야 한다. 6.1–6.9 mmol/L (110–125 mg/dL)는 다른 당뇨병 지표가 없더라도 OGTT를 제안해야 함을 의미한다. 7 mmol/L (126 mg/dL) 이상은 당뇨병을 나타내며 공복 검사를 반복해야 한다.

## 같이 보기
- 고혈당증
- 저혈당증